# Vlačno ispitivanje
Vlačno ispitivanje je postupak ispitivanja mehaničkih svojstava materijala na kidalici, kojim se utvrđuju glavna svojstva koja karakteriziraju mehaničku otpornost materijala, ali i njihovu deformabilnost. Iz materijala koji želimo ispitati izrađuje se uzorak za ispitivanje propisanog oblika i dimenzija, a to je epruveta ili ispitni uzorak. Najčešće je to (ovisno o obliku poluproizvoda ) ispitni uzorak valjkastog oblika, kod kojega su promjer i mjerna duljina u određenom razmjeru. Na kidalici se direktno mjeri vlačna čvrstoća materijala σM, produljenje ispitnog uzorka ΔL i suženje poprečnog presjeka uzorka ΔA. Iz rezultata vlačnog ispitivanja mogu se odrediti Youngov modul elastičnosti E, Poissonov omjer υ, granica razvlačenja i rad plastične deformacije.

## Ispitni uzorak ili epruveta
Početna mjerna duljina ispitnog uzorka ili epruvete za kratke proporcionalne epruvete iznosi L0/d0 = 5, a za duge proporcionalne epruvete iznosi L0/d0 = 10, gdje je d0 promjer epruvete. Početna mjerna duljina epruvete za neproporcionalne epruvete ne ovisi o promjeru d0. Epruvete za žice i štapove promjera do 4 mm moraju imati početnu mjernu duljinu L0 = 200 ± 2 mm ili L0 = 100 ± 1 mm. Ispitni uzorci za limove i trake debljine od 0,1 do 3 mm izrezuju se na širinu 12,5 odnosno 20 mm, s početnom mjernom duljinom L0 od 50 do 80 mm i ispitnom duljinom 75 odnosno 120 mm.
Pored standardnih epruveta za ispitivanje vlačne čvrstoće, služe i tehničke epruvete. To su lanci, čelična užad, cijevi, različiti profili, žica, gotovi strojni dijelovi itd. Te epruvete se posebno ne obrađuju, već se ispitivanje vrši u stanju u kojem se ugrađuju u konstrukciju. Standardne epruvete se izrađuju obilnim hlađenjem da se struktura materijala ne promijeni, jer ona utječe na čvrstoću. Površina tijela mora biti fino obrađena bez ogrebotina i tragova obradbe, a prijelaz s tijela na glavu epruvete mora biti izveden s propisanim zaobljenjem r .

## Kidalica
Za ispitivanje vlačne čvrstoće služe ispitivalice koje nazivamo kidalicama. Univerzalna kidalica osim vlačne čvrstoće može ispitivati i tlačnu čvrstoću, te čvrstoću na odrez i pri savijanju. Svaka kidalica se sastoji iz:
- uređaja za nametanje opterećenja,
- uređaja za mjerenje sile,
- uređaja za mjerenje deformacije ispitnog materijala,
- uređaja za ispis dijagrama ispitivanja dijagrama naprezanja.

Prilikom vlačnog ispitivanja poseban uređaj crta dijagrama naprezanja. Njega možemo i sami nacrtati ako u tijeku ispitivanja za određenu vrijednost sile F očitamo apsolutno produljenje epruvete ΔL. Na ordinatu se nanese sila F u određenom mjerilu, a na apscisu odgovarajuća vrijednost apsolutnog produljenja ΔL, također u određenom mjerilu. Spajanjem tako dobivenih točkica nastaje dijagram naprezanja F – ΔL.
Relativno produljenje (duljinska ili uzdužna deformacija) štapa ili šipke je produljenje s obzirom na početnu duljinu Lo: 
{\displaystyle \varepsilon ={\frac {\Delta L}{L_{0}}}={\frac {L-L_{0}}{L_{0}}}}
gdje je: ΔL – produljenje epruvete (mm), L0 – početna mjerna duljina epruvete i L – mjerna duljina napregnute epruvete. Oznaka ε vrijedi za relativno produljenje nakon loma (istezljivosti) proporcionalne epruvete s faktorom k = 5,65 (L0/d0 = 5). Kod proporcionalnih epruveta s drugom vrijednosti faktora (npr. k = 11,3) valja uz oznaku dodati tu vrijednost kao indeks (npr. ε11,3). Kod neproporcionalnih epruveta s početnom mjernom duljinom L0 (npr. L0 = 80 mm) treba uz oznaku dodati tu vrijednost početne mjerne duljine (npr. ε80).
Izmjerena sila se koristi za proračun naprezanja σ, na osnovu formule:
{\displaystyle \sigma ={\frac {F_{n}}{A}}}
gdje je: F – mjerena sila i A – ploština presjeka unutar ispitne duljine. Na osnovu toga dobivamo dijagram naprezanja.

## Standardi
Za kovine se koriste sljedeći standardi:
- HRN EN 10002-1 Ispitivanje mehaničkih svojstava materijala (Hrvatske norme)
- ISO 6892 Metalni materijali - Vlačno ispitivanje na sobnim temperaturama
- ASTM E8 Metode standardnog ispitivanja na vlačno naprezanje za metalne materijale (SAD)
- JIS Z2241 Metode ispitivanja na vlačno naprezanje za metalne materijale (Japan)